# Prádena
Prádena è un comune spagnolo di 548 abitanti situato nella comunità autonoma di Castiglia e León.